# Caso Dreyfus
O caso Dreyfus foi um escândalo político que dividiu a Terceira República Francesa de 1894 até sua resolução em 1906. "L'Affaire", como é conhecido em francês, chegou a simbolizar a injustiça moderna no mundo francófono, e continua sendo um dos exemplos mais notáveis de um complexo erro judiciário e antissemitismo. O papel da imprensa e da opinião pública influenciou o conflito.
O escândalo começou em dezembro de 1894, quando o capitão Alfred Dreyfus foi condenado por traição. Dreyfus era um oficial da artilharia francesa da Alsácia, de 35 anos, de ascendência judaica. Ele foi condenado à prisão perpétua por supostamente comunicar segredos militares franceses à Embaixada da Alemanha em Paris, e foi preso na Ilha do Diabo na Guiana Francesa, onde passou quase cinco anos.
Em 1896, as evidências vieram à tona — principalmente por meio de uma investigação instigada por Georges Picquart, chefe da contraespionagem — que identificou o verdadeiro culpado como um major do Exército francês chamado Ferdinand Walsin Esterhazy. Quando oficiais militares de alto escalão suprimiram as novas evidências, um tribunal militar absolveu Esterhazy por unanimidade após um julgamento que durou apenas dois dias. O Exército apresentou acusações adicionais contra Dreyfus, com base em documentos falsos. Posteriormente, a carta aberta de Émile Zola, J'Accuse…! alimentou um movimento crescente de apoio a Dreyfus, pressionando o governo para reabrir o caso.
Em 1899, Dreyfus voltou à França para outro julgamento. O intenso escândalo político e judicial que se seguiu dividiu a sociedade francesa entre aqueles que apoiavam Dreyfus (agora chamados de "Dreyfusards"), como Sarah Bernhardt, Anatole France, Henri Poincaré e Georges Clemenceau, e aqueles que o condenaram (os anti-Dreyfusards), como Édouard Drumont, diretor e editor do jornal antissemita La Libre Parole. O novo julgamento resultou em outra condenação e uma sentença de 10 anos, mas Dreyfus foi perdoado e solto. Em 1906, Dreyfus foi exonerado e reintegrado como major do exército francês. Ele serviu durante toda a Primeira Guerra Mundial, terminando seu serviço com o posto de tenente-coronel. Ele morreu em 1935.
O caso de 1894 a 1906 dividiu a França em Dreyfusards pró-republicanos, anticlericais e pró-Exército, principalmente católicos "anti-Dreyfusards". Isso amargurou a política francesa e encorajou a radicalização.

## Resumo do caso
No final de 1894, o capitão do exército francês Alfred Dreyfus, um politécnico, judeu de origem alsaciana, acusado de entregar documentos secretos aos alemães, foi condenado à prisão perpétua por traição e deportado para Ilha do Diabo. Naquela época, a opinião pública, assim como a classe política francesa, era unanimemente desfavorável à Dreyfus.

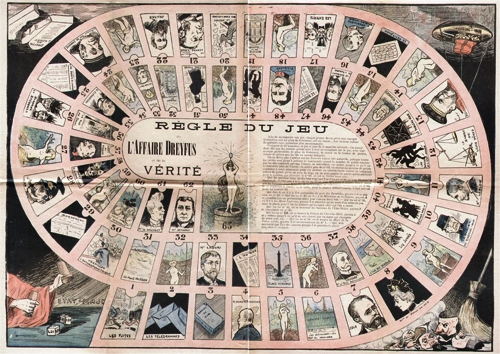
Jogo de ganso do caso Dreyfus

Certa da incoerência desta condenação, a família do capitão, por trás de seu irmão Mathieu, tenta provar sua inocência, envolvendo para esse fim o jornalista Bernard Lazare. Ao mesmo tempo, o coronel Georges Picquart, chefe da contraespionagem, observou em março de 1896 que o verdadeiro traidor fora o comandante Ferdinand Walsin Esterhazy. O Estado-Maior, no entanto, recusou-se a reconsiderar seu julgamento e designou Picquart para o norte da África.
A fim de chamar a atenção para a fragilidade das provas contra Dreyfus, sua família decidiu entrar em contato em julho de 1897 com o respeitado vice-presidente do Senado Auguste Scheurer-Kestner, que anunciou três meses depois que havia adquirido a convicção da inocência de Dreyfus, e que também persuadiu Georges Clemenceau, um ex-deputado e depois um simples jornalista. No mesmo mês, Mathieu Dreyfus apresentou uma queixa ao Ministério da Guerra contra Walsin Esterhazy.
Quando o círculo de Dreyfusard se ampliou, dois eventos quase simultâneos em janeiro de 1898 deram uma dimensão nacional ao caso: Esterhazy foi absolvido pelas aclamações de conservadores e nacionalistas; Émile Zola publicou "J'accuse ...!", a acusação de Dreyfusard que levou à mobilização de muitos intelectuais. Um processo de divisão da França foi iniciado e durou até o final do século. Tumultos antissemitas eclodiram em mais de vinte cidades francesas. Houve várias mortes em Argel. A República foi abalada, alguns até a viram em perigo, o que levou ao fim do caso Dreyfus para restaurar a calma.
Apesar dos esforços do exército para anular o caso, o primeiro julgamento condenando Dreyfus foi anulado pela Corte de Cassação após uma investigação completa, e um novo conselho de guerra foi realizado em Rennes em 1899. Dreyfus foi condenado novamente a dez anos de prisão, com circunstâncias atenuantes. Dreyfus mais tarde aceitou o perdão presidencial, concedido pelo presidente Émile Loubet. Foi em 1906 que a sua inocência foi oficialmente estabelecida através de um acórdão sem referência do Tribunal de Cassação. Reabilitado, o capitão Dreyfus foi reintegrado no exército no posto de comandante e participou da Primeira Guerra Mundial. Ele morreu em 1935.
As consequências deste caso foram inumeráveis e afetaram todos os aspectos da vida pública francesa: política (consagrou o triunfo da Terceira República, da qual se tornou um mito fundador ao mesmo tempo em que renovou o nacionalismo), militar e religiosa (retarda a reforma do Catolicismo francês, assim como a integração republicana dos católicos), social, legal, midiática, diplomática e cultural (é por ocasião do caso que o termo "intelectual" foi criado). O caso também teve um impacto internacional no movimento sionista por meio de um de seus fundadores, Theodor Herzl, e com a empolgação provocada por suas manifestações antissemitas nas comunidades judaicas da Europa Central e Ocidental.

## Terminologia

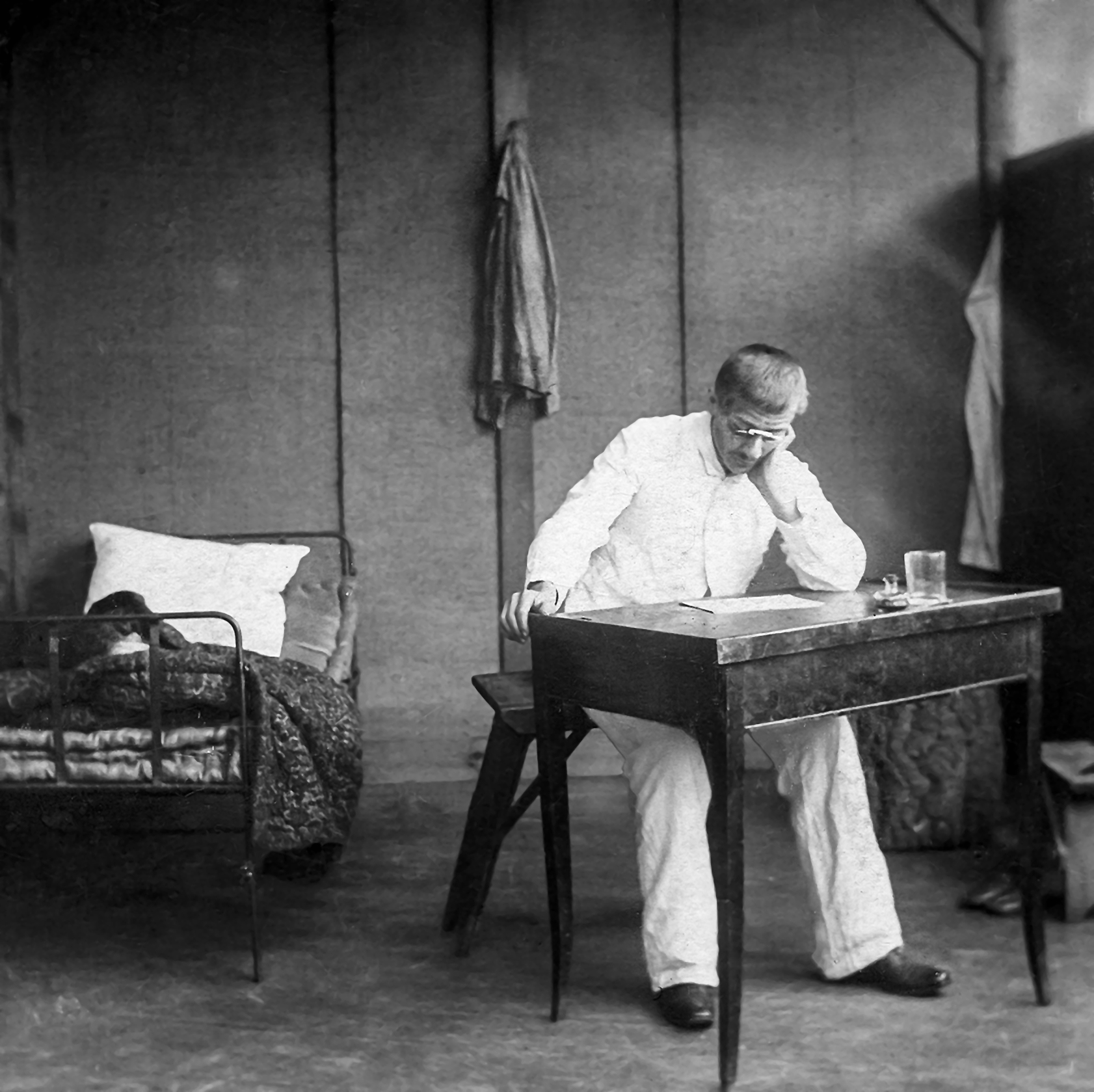
Dreyfuss na Ilha do Diabo, 1898

Não devemos confundir Dreyfusards, Dreyfusians e Dreyfusists.
- Os Dreyfusards foram os primeiros defensores de Dreyfus, aqueles que o apoiaram desde o começo.
- O termo Dreyfusist significava aqueles que pensavam além do assunto e viam nele uma necessidade de questionar a sociedade e a política e, por extensão, o funcionamento da República (alguns Dreyfusard eram algumas vezes também Dreyfusist).
- Quanto aos dreyfusianos, eles não apareceram até dezembro de 1898, quando o confronto entre Dreyfusards e Anti-Dreyfus se tornou realmente agudo e que o caso comprometeu a estabilidade da República. Os dreyfusianos, embora alguns tenham simpatias por Alfred Dreyfus, queriam liquidar o caso acalmando o jogo para salvar o regime republicano parlamentar então em vigor. Eles estavam na origem de uma certa conciliação entre os dois campos, graças a um esforço de mediação, defendendo o apaziguamento. Seu texto fundador é "L'Appel à l'union ", publicado em 23 de janeiro de 1899 no jornal Le Temps. Eles geralmente apoiavam a política de Waldeck-Rousseau e defendiam uma secularização da sociedade.

## Contexto

### Contexto político

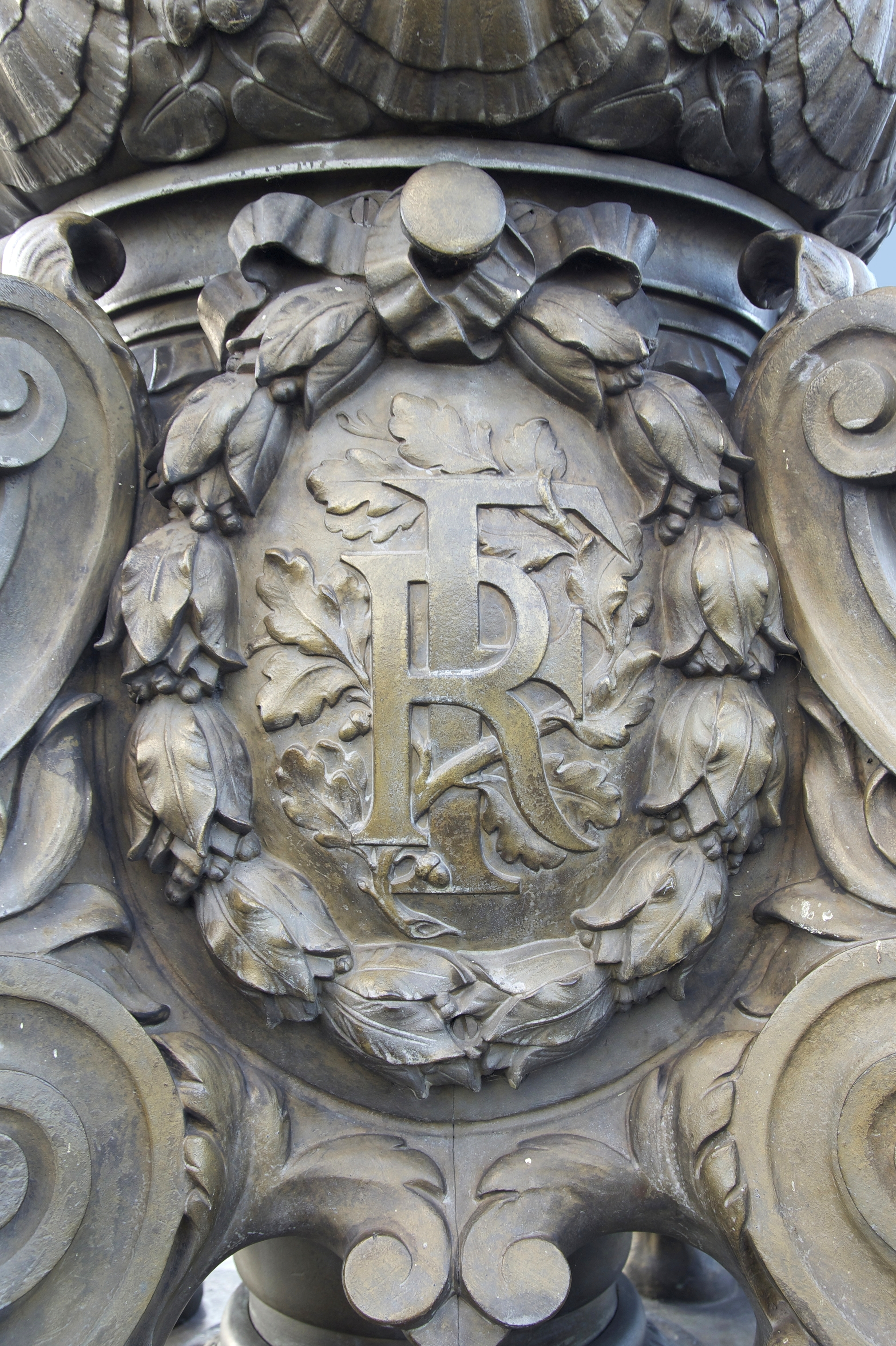
Monograma da República Francesa

Em 1894, a Terceira República tinha vinte e quatro anos. O regime político da França acabara de enfrentar três crises (Boulangismo em 1889, o escândalo do Panamá em 1892 e a ameaça anarquista, reduzida pelas "leis de vilões" de julho de 1894) que apenas o fortaleceram. As eleições de 1893, centradas na "questão social", consagraram a vitória dos republicanos do governo (pouco menos da metade dos assentos) contra a direita conservadora, bem como a força dos radicais (cerca de 150 assentos) e os socialistas (cerca de 50 cadeiras).
A oposição dos radicais e socialistas empurra o governo para o centro, com escolhas políticas orientadas ao protecionismo econômico, uma certa indiferença à questão social, uma vontade de romper o isolamento internacional com a aliança russa. Essa política de centro causa instabilidade ministerial, certos republicanos do governo se unindo às vezes aos radicais ou certos orleanistas se unindo aos legitimistas, e cinco governos se sucedem entre 1893 e 1896. Essa instabilidade governamental é dobrada por uma instabilidade presidencial: ao Presidente Sadi Carnot, assassinado em 24 de junho de 1894, é sucedido pelo moderado Jean Casimir-Perier, que por sua vez renúncia em 15 de janeiro de 1895, sendo substituído por Félix Faure.
Após o fracasso do governo radical de Léon Bourgeois em 1896, o presidente nomeou Jules Méline, um homem de protecionismo sob Ferry. Seu governo tomou nota da oposição da esquerda e de alguns republicanos (a União Progressista em particular) e garantiu que sempre obtivesse o apoio da direita. Muito estável, procura aliviar as tensões religiosas (desaceleração da luta anticlerical), tensões sociais (voto da lei sobre a responsabilidade por acidentes de trabalho) e tensões econômicas (manutenção do protecionismo), conduzindo uma política bastante conservadora. Foi sob esse governo estável que o caso Dreyfus realmente começou.

### Contexto militar

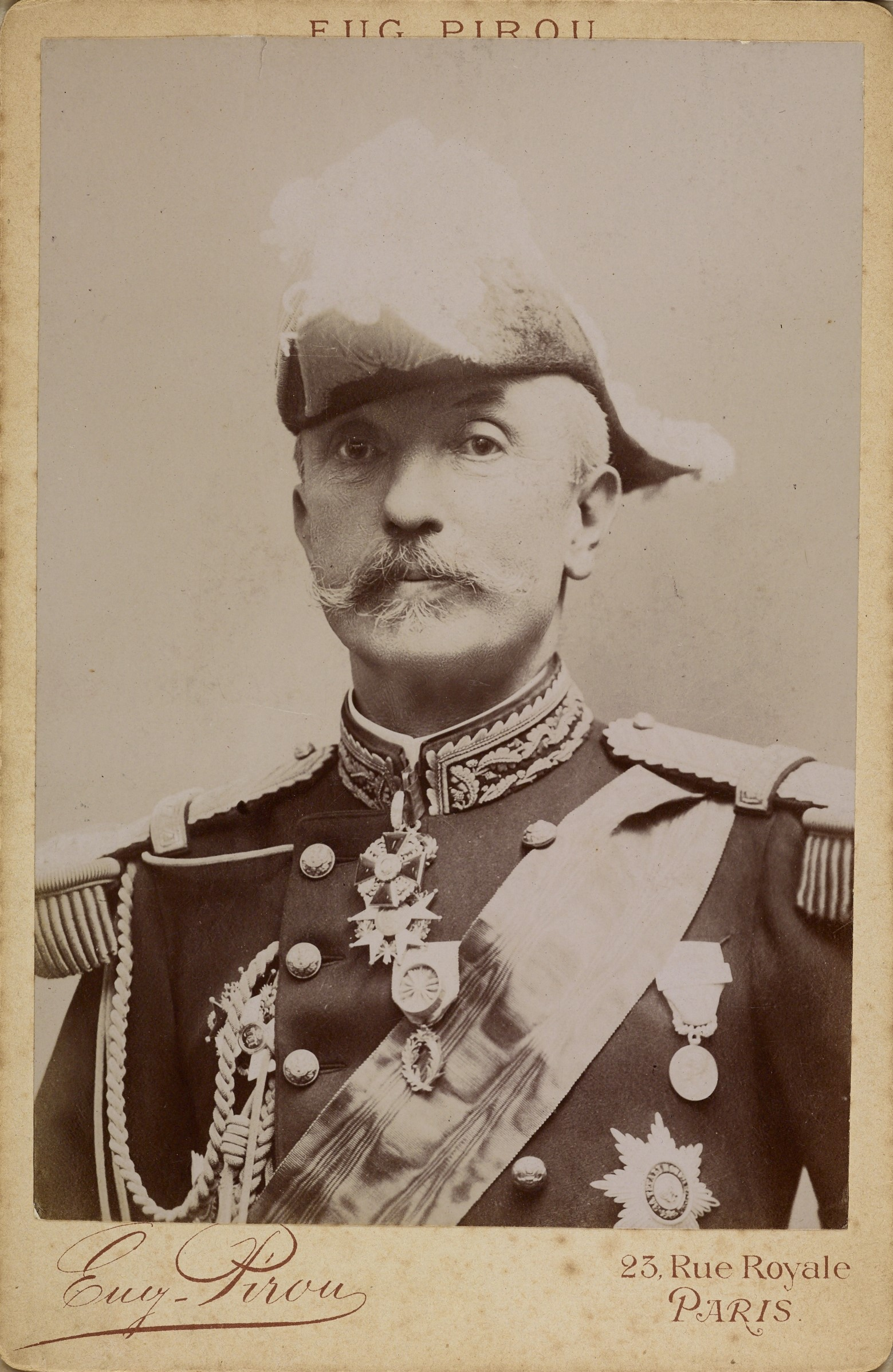
General Raoul Le Mouton de Boisdeffre, artesão da aliança militar com a Rússia.

O caso Dreyfus faz parte da anexação da Alsácia e Mosela, uma fenda que alimenta todos os nacionalismos mais extremos. A derrota traumática de 1870 parece distante, mas o espírito vingativo ainda está presente. Muitos atores no caso Dreyfus também são Alsacianos.
Os militares exigem recursos consideráveis para preparar o próximo conflito, e é nesse espírito que a aliança franco-russa, que alguns consideram "antinatural", é assinada em 27 de agosto de 1892, com base em uma convenção militar. O exército se recuperou da derrota, mas ainda é parcialmente composto por ex-quadros socialmente aristocráticos e politicamente monarquistas. O culto à bandeira e o desprezo pela república parlamentar são dois princípios essenciais do exército da época. A República pode muito bem celebrar seu exército regularmente, o exército ignora a República.
Mas, na última década, o exército passou por uma grande mudança, com o duplo objetivo de democratizá-lo e modernizá-lo. Os politécnicos competem efetivamente com os oficiais da Estrada Real de Saint-Cyr, o que leva à dissensão, amargura e ciúmes entre os sargentos que esperavam que as promoções escolhessem. O período também é marcado por uma corrida armamentista que afeta principalmente a artilharia, com melhorias relacionadas à artilharia pesada (obuses de 120 curtos e 155 curtos, modelos 1890 Bucket, com novos freios hidropneumáticos), mas também e principalmente, o desenvolvimento do cânone ultrassecreto de 75.
Vamos apontar aqui o funcionamento da contraespionagem militar, também conhecida como "Seção de Estatísticas". A inteligência, a atividade organizada e a ferramenta de guerra secreta são uma novidade do final do século XIX. A Seção de Estatísticas foi criada em 1871, mas tinha apenas um punhado de oficiais e civis. Seu líder em 1894 foi o tenente-coronel Jean Sandherr, um Saint-Cyrist, alsaciano de Mulhouse, um antissemita convencido. Sua missão militar é clara: recuperar informações sobre o inimigo potencial da França e envenená-lo com informações falsas.A Seção de Estatística é apoiada pelo "Serviço Reservado" do Quai d'Orsay, o Ministério de Relações Exteriores, liderado por um jovem diplomata, Maurice Paleologue. A corrida armamentista traz uma atmosfera de espionita aguda à contraespionagem francesa de 1890. Além disso, uma das missões da seção é espionar a Embaixada da Alemanha, rue de Lille, em Paris, a fim de frustrar qualquer tentativa de transmitir informações importantes para esse oponente. Especialmente porque vários casos de espionagem já haviam chegado às manchetes de uma imprensa apaixonada por essas histórias misturando mistério e sórdido. Assim, em 1890, o arquivista Boutonnet é condenado por ter vendido os planos da concha de melinita. O adido militar alemão em Paris em 1894 foi o conde Maximilian von Schwartzkoppen, que desenvolve uma política de infiltração que parece ter sido eficaz.
Desde o início de 1894, a Seção de Estatística investiga um tráfego nos planos diretores relativos a Nice e ao Meuse, liderados por um agente que os alemães e italianos chamam de Dubois. Isso o leva às origens do caso Dreyfus.

### Contexto social
O contexto social é marcado pela ascensão do nacionalismo e antissemitismo. Esse crescimento do antissemitismo, muito virulento desde a publicação do La France de Edouard Drumont em 1886 (150 000 cópias no primeiro ano), anda de mãos dadas com o aumento do clericalismo. As tensões são fortes em todos os estratos da sociedade, alimentadas por uma imprensa influente e virtualmente livre para escrever e disseminar qualquer informação, seja ela ofensiva ou difamatória. Os riscos legais são limitados se o alvo for uma pessoa particular.
O antissemitismo não poupa a instituição militar que pratica a discriminação oculta, mesmo em concursos, com a famosa "cote d'amour", notação irracional, que Dreyfus pagou à escola de aplicação Bourges. Testemunha das fortes tensões deste tempo, a moda do duelo, com a espada ou a pistola, às vezes causando a morte de um dos dois duelistas. Oficiais judeus, atingidos por uma série de artigos de jornal da La Libre Parole, 11 acusados de "traição de nascimento", desafiam seus editores. É o caso do capitão Crémieu-Foa, judeu da Alsácia e politécnico que luta sem sucesso contra a Drumont, depois contra M. de Lamase, autor dos artigos. Mas o capitão Mayer, outro oficial judeu, é morto pelo Marquês de Morès, amigo de Drumont, em outro duelo; morte que desencadeia uma emoção considerável, muito além dos círculos israelitas.
O ódio aos judeus é agora público, violento, alimentado por um incêndio que demoniza a presença judaica na França, que então representava mais de 80 000 pessoas em 1895 (incluindo 40 000 em Paris), além de 45 000 na Argélia. O lançamento de La Libre Parole, com circulação estimada de 200 000 cópias em 1892, permitiu a Drumont expandir ainda mais sua audiência para leitores mais populares, já tentados pela aventura Boulangista no passado. O antissemitismo espalhado pela La Libre Parole, mas também por Éclair, Le Petit Journal, La Patrie, L'Intransigeant, La Croix, desenvolvendo um antissemitismo presente em certos círculos católicos, atingiu novos patamares.

## Origens do caso e o julgamento de 1894

### Na origem: os fatos da espionagem
A origem do caso Dreyfus, embora totalmente esclarecida desde a década de 1960, é controversa há quase um século. É uma caso de espionagem cujas intenções permaneceram obscuras até hoje. Muitos dos historiadores mais importantes expressam várias hipóteses diferentes sobre o caso, mas todos chegam a uma única conclusão: Dreyfus era inocente.

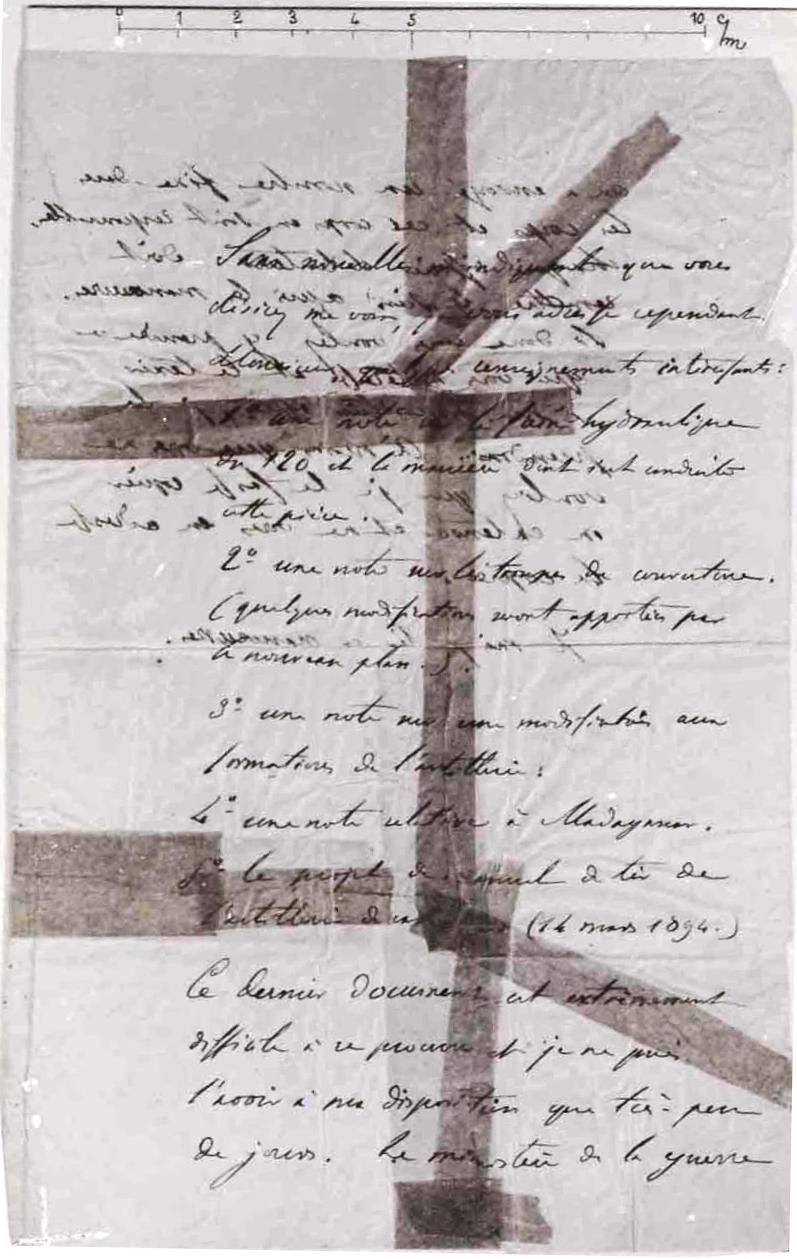
Fotografia do bordereau datado de 13 de outubro de 1894. O original desapareceu entre 1900 e 1940.

#### Descoberta do bordereau
O pessoal do Serviço de Inteligência Militar (SR) afirmou consistentemente que, em setembro de 1894, a "voie ordinaire" levou uma nota à Contrainteligência Francesa nº 6, mais tarde apelidada de "fronteira". Essa carta-missiva, parcialmente dividida em seis grandes pedaços, escrita em papel não assinado e sem data, foi enviada ao adido militar alemão na embaixada alemã, Max von Schwartzkoppen. Estabeleceu que documentos militares confidenciais, mas relativamente importantes estavam prestes a ser transmitidos a uma potência estrangeira. É Madame Bastian, empregada como faxineira, mas na verdade é membro dos serviços de espionagem que o denunciou. Ela trazia de volta a cada semana ou a cada duas semanas o conteúdo das cestas da embaixada alemã, que entregava ao capitão Henry na penumbra de uma capela na igreja de Santa Clotilde.

#### Procura do autor do bordereau

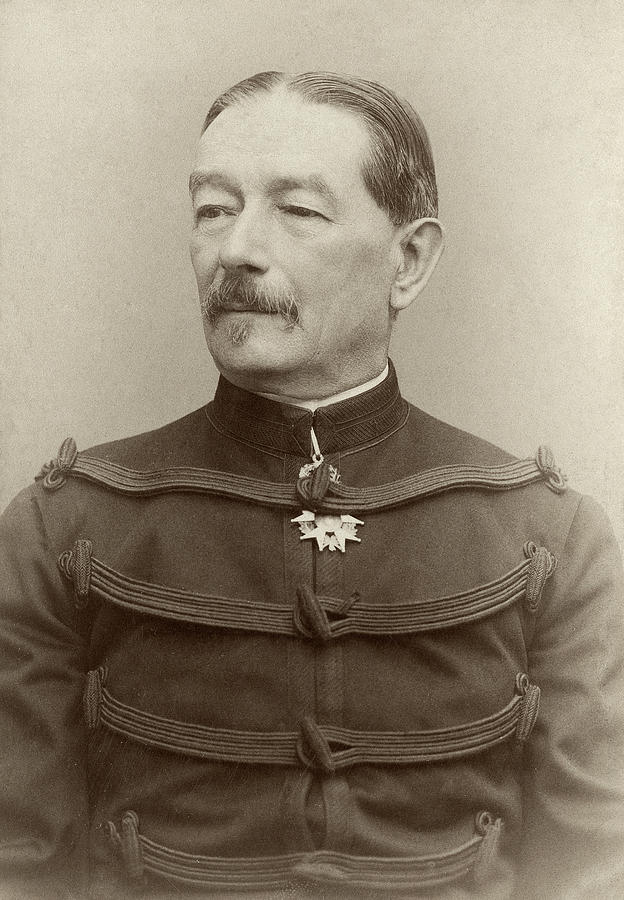
General Auguste Mercier, Ministro da Guerra em 1894

Essa decisão parece importante o suficiente para que o chefe da "Seção de Estatísticas", Mulhousien Jean Sandherr, informe o Ministério da Guerra, general Auguste Mercier. O SR suspeita de vazamentos desde o início do ano de 1894 e procura seu autor. O ministro, violentamente atacado na imprensa por sua ação considerada incompetente, parece querer aproveitar esse caso para melhorar sua imagem. Ele imediatamente conduz duas investigações secretas, uma administrativa e a outra judicial. Para encontrar o culpado, o raciocínio é simples, se não grosseiro: o círculo de pesquisa é arbitrariamente restrito a um suspeito no cargo ou a um ex-colaborador da equipe, necessariamente artilheiro sob as instruções do capitão Matton, o único artilheiro do grupo. estatísticas, porque três dos documentos transmitidos diziam respeito à artilharia de perto ou de longe, e oficial estagiário, uma vez que os documentos podiam vir dos 1.º, 2.º, 3.º e 4.º escritórios, um estagiário aparentemente sozinho capaz de propor uma variedade de documentos, porque eles foram de escritório em escritório para aperfeiçoar seu treinamento. Esse raciocínio do tenente-coronel d'Aboville provou ser falso.
O culpado ideal é identificado: Capitão Alfred Dreyfus, politécnico e artilheiro, de origem israelita e alsaciana, da meritocracia republicana. No começo do caso, alguém insiste nas origens alsacianas de Dreyfus do que em sua afiliação religiosa. Isso não foi excepcional, no entanto, uma vez que oficiais do leste da França eram favorecidos por seu duplo conhecimento da língua alemã e da cultura germânica. Mas o antissemitismo, que não poupa escritórios, rapidamente se torna o foco do caso de investigação, preenchendo as lacunas de uma investigação preliminar sumária. Especialmente porque Dreyfus era, naquela época, o único oficial judeu recentemente aprovado pelo Estado Maior.
De fato, a lenda do caráter frio, retraído e até altivo do homem, e sua "curiosidade" jogam fortemente contra ele. Esses traços de caráter, alguns falsos, outros naturais, tornam plausíveis todas as acusações, transformando os atos mais comuns da vida cotidiana em um ministério em fatos comprovados de espionagem. Esse início de instrução parcial e parcial leva a uma multiplicação de erros que levam ao engano estatal. Isto através de um caso em que o irracional prevalece sobre o positivismo, no entanto, na moda na épocaː
A partir desta primeira hora ocorre o fenômeno que dominará todo o caso. Não são mais os fatos controlados, as coisas examinadas com cuidado que formam a convicção; é a convicção soberana e irresistível que distorce fatos e coisas.— Joseph Reinach

#### Expertises em escrita

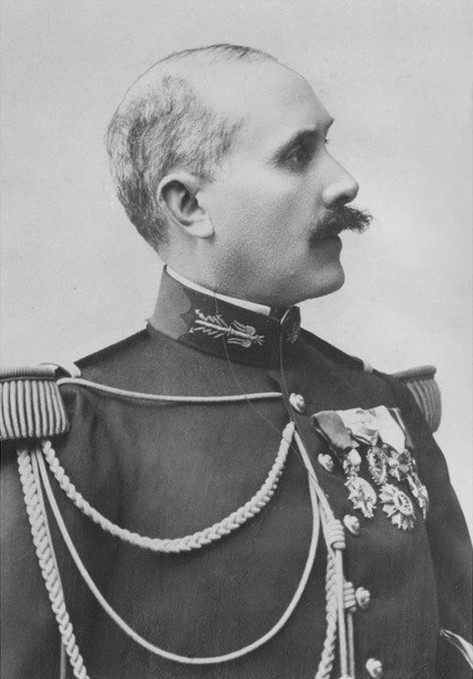
O comandante Armand du Paty de Clam, chefe de investigação, prendeu o capitão Dreyfus

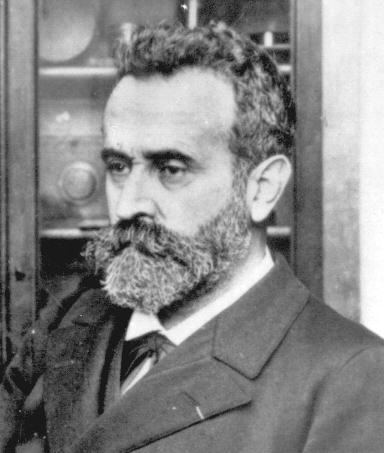
Alphonse Bertillon não é especialista em redação, mas inventa a teoria da "autoforgerie"

Para confundir Dreyfus, os escritos do bordereau e do capitão são comparados. Ninguém é competente no campo da análise escrita no Estado Maior. Entre então o comandante de Paty de Clam, um homem original que se orgulha da sua competência em escrever. Diante de cartas de Dreyfus e da fronteira em 5 de outubro, Paty concluiu imediatamente que os dois scripts eram idênticos. Após um dia de trabalho complementar, ele assegura em um relatório que, apesar de algumas diferenças, as semelhanças são suficientes para justificar uma investigação. Dreyfus é, portanto, "o provável autor" do bordereau para o Estado-Maior.
General Mercier, tomando um culpado, exagera no caso, que assume o status de caso de Estado durante a semana anterior à prisão de Dreyfus. O ministro consulta e informa todas as autoridades estatais. Apesar dos conselhos de cautela e das objeções corajosas de Gabriel Hanotaux em uma pequena reunião do gabinete, ele decidiu continuar. Du Paty de Clam é nomeado oficial de polícia judiciária encarregado de uma investigação oficial.
Enquanto isso, várias informações são publicadas simultaneamente, algumas sobre a personalidade de Dreyfus, outras consistindo em garantir a realidade das identidades da escrita. O especialista Gobert não está convencido, encontra muitas diferenças e até escreve que "a natureza da escrita do deslizamento exclui o disfarce gráfico". Desapontado, Mercier recorreu a Alphonse Bertillon, o inventor da antropometria judicial, mas nenhum especialista em redação. A princípio, não é mais afirmativo que Gobert, ao não excluir uma cópia dos escritos de Dreyfus. Mais tarde, porém, sob a pressão das forças armadas, ele diz que Dreyfus se autocopiou e desenvolve sua teoria da "autoforgerie".

#### A prisão
Em 13 de outubro, sem nenhuma prova tangível e com um arquivo vazio, o general Mercier convocou o capitão Dreyfus para uma inspeção geral, em "traje burguês", ou seja, com roupas civis. O objetivo da equipe era obter a prova perfeita na lei francesa: a confissão. Essa admissão seria obtida de surpresa, escrevendo uma carta inspirada no boletim ao culpado sob o ditado.
Na manhã de 15 de outubro de 1894, o capitão Dreyfus passou por esse teste, mas não confessou nada. Du Paty até tenta sugerir suicídio colocando um revólver na frente de Dreyfus, mas ele se recusa a tirar sua vida, alegando que "quer viver para estabelecer sua inocência". A esperança dos militares está decepcionada. No entanto, Paty Du Clam, prendeu o capitão e acusou-o de fornecer informação de inteligência ao inimigo a fim de que seja levado perante um conselho de guerra. Dreyfus é encarcerado na Prisão de Cherche-Midi, em Paris.

### A Instrução e o Primeiro Conselho de Guerra
A Sra. Dreyfus é informada da prisão no mesmo dia, através de uma busca no apartamento do jovem casal. Ela está aterrorizada com Paty, que ordena que ela mantenha em segredo a prisão do marido e até diz: "Uma palavra, uma palavra e é a guerra europeia!". Em toda a ilegalidade, Dreyfus é mantido incomunicável em sua prisão, onde Du Paty o interroga dia e noite para obter uma confissão, que falha e incita o tenente-coronel a recomendar o abandono do processo na ausência de evidência, por medo de ser negado por um tribunal. O capitão é apoiado moralmente pelo primeiro Dreyfusard: Ferdinand Forzinetti, comandante das prisões militares de Paris.
Em 29 de outubro, o caso é revelado por um artigo de Adrien Papillaud no jornal antissemita de Edouard Drumont, La Libre Parole, marcando o início de uma campanha de imprensa muito violenta até o julgamento. Este evento coloca o caso no terreno do antissemitismo, que não deixa até sua conclusão final.
Em primeiro de novembro, Mathieu Dreyfus, irmão de Alfred, chamado urgentemente em Paris, é informado da prisão. Ele se torna o arquiteto da difícil luta pela libertação de seu irmão. Sem esperar, ele procura um advogado e mantém o eminente criminoso Edgar Demange.

#### Instrução
Em 3 de novembro, relutantemente, o general Saussier deu a ordem de informar. Ele tem todos os poderes para parar o maquinário, mas não o faz, talvez por confiança exagerada na justiça militar.
O comandante de Ormescheville, relator do Conselho de Guerra, escreve um relatório no qual os "elementos morais" da acusação (que variam de fofocas sobre as maneiras de Dreyfus e sua alegada frequência de "covis de jogo em círculos" a seu conhecimento do alemão e sua "memória notável") são desenvolvidos por muito mais tempo do que os "elementos materiais".
Os elementos materiais são tratados no único penúltimo parágrafo, em uma frase: "[os elementos materiais] consistem na carta missiva incriminada, cujo exame é feito pela maioria dos especialistas, bem como por nós e pelas testemunhas que vi, apresentou, exceto dissimilaridades voluntárias, uma completa semelhança com a escrita autêntica do capitão Dreyfus.". Essa escassez serve a acusação: "É uma prova de culpa, porque Dreyfus fez tudo desaparecer". A completa falta de neutralidade da acusação levou Émile Zola a descrevê-la como um "monumento da parcialidade".
Em 4 de dezembro, com esse arquivo, Dreyfus é enviado de volta ao Primeiro Conselho de Guerra. O segredo é revelado e o Me Demange pode acessar pela primeira vez o arquivo. Após a leitura, a confiança do advogado é absoluta. A acusação repousa na escrita de uma única peça, o deslize sobre o qual os especialistas se contradizem e em testemunhos indiretos vagos.

#### O julgamento: "Na câmara ou na guerra!"

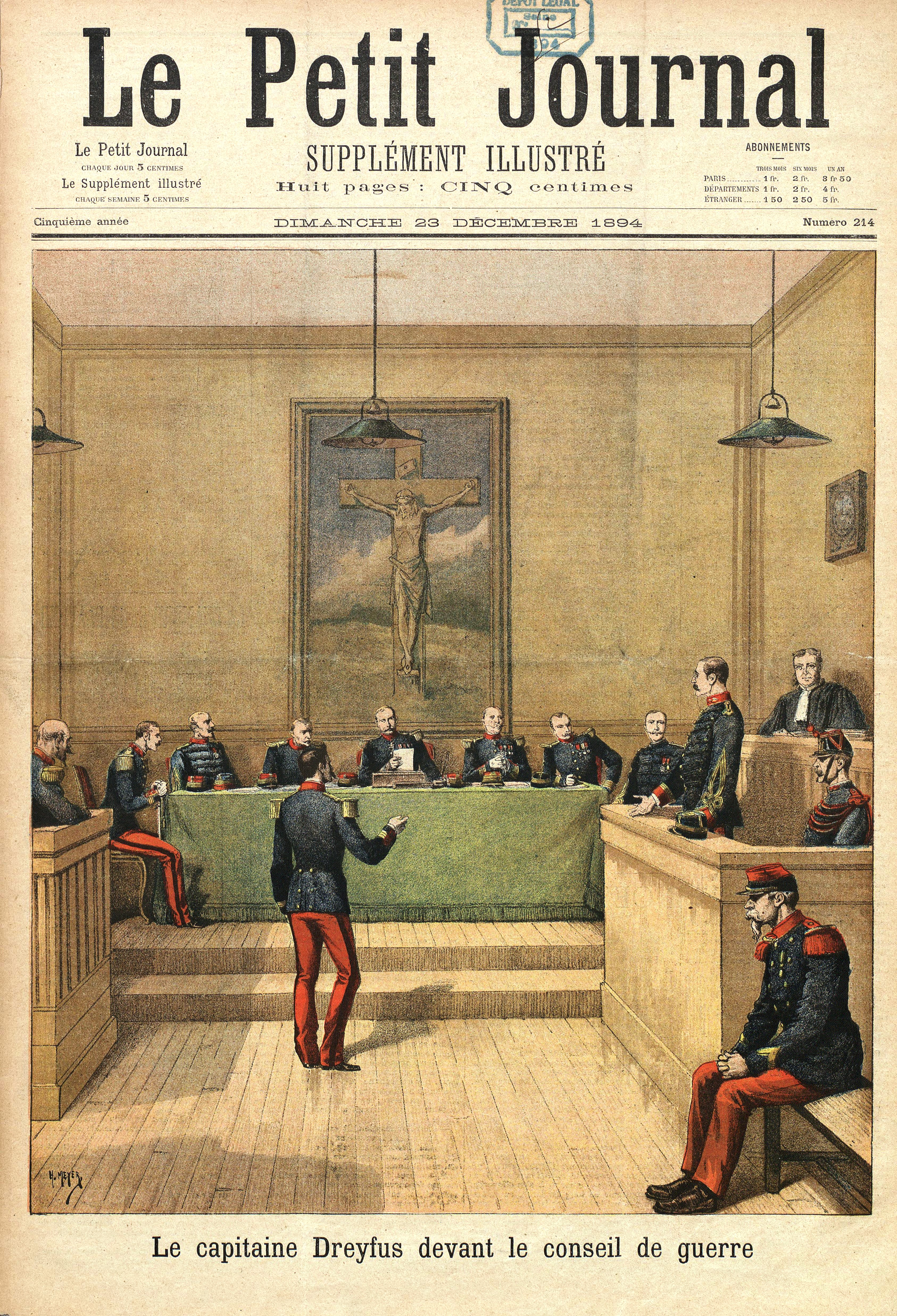
Um dos Petit Journal de 23 de dezembro de 1894.

Durante os dois meses anteriores ao julgamento, a imprensa está solta. La Libre Parole, L'Autorité, Le Journal, Le Temps contam toda a vida de Dreyfus através de histórias dirigidas pelo Estado-Maior. É também uma oportunidade para a La Libre Parole ou La Croix justificar suas campanhas anteriores contra a presença de judeus no exército, com o tema "Dissemos isso!". Esse longo período é principalmente o meio para a equipe preparar a opinião e pressionar indiretamente os juízes. Em 8 de novembro, o General Mercier chega ao ponto de declarar Dreyfus culpado em uma entrevista com Le Figaro. Em 29 de novembro, ele responde a um artigo de Arthur Meyer em Le Gaulois, no qual a acusação contra Dreyfus é condenada e pergunta: "Que liberdade restará no Conselho de Guerra chamado para julgar esse acusado?".
Os editorialistas da justa ocorrem em um amplo debate sobre a questão das câmeras. Para Ranc e Cassagnac, que representam a maioria da imprensa, a sessão fechada é uma manobra baixa, a fim de permitir a absolvição de Dreyfus, "porque o ministro é um covarde". A prova é que ele rasteja diante dos prussianos ao concordar em publicar negações do embaixador alemão em Paris. Mas para outros jornais, como L'Éclair, de 13 de dezembro, "a câmera é necessária para evitar um casus belli", enquanto Judet, no Le Petit Journal dos 18, "a câmera é nosso refúgio inexpugnável contra o Alemanha" ou o cânone de La Croix do mesmo dia, é necessário "o mais absoluto fechado".
O julgamento foi aberto em 19 de dezembro às 13h00, com a câmera sendo pronunciada quase imediatamente. Esta sessão fechada não é legalmente compatível, uma vez que o Comandante Picquart e Préfet Louis Lépine estão presentes em determinadas audiências em violação da lei, uma medida que, no entanto, permite que os militares não divulguem o conteúdo do arquivo ao público em geral e ao público. sufocar o debate. As discussões substantivas no bordereau mostram que a hipótese de que o capitão Dreyfus é o autor encontra muitas contradições. Por outro lado, o acusado proclama sua inocência e se defende passo a passo. Suas declarações são apoiadas por uma dúzia de testemunhos. A questão do motivo pecuniário foi trazida na acusação, mas Dreyfus foi fácil: enquanto capitão, tinha renda pessoal da herança de seu pai e do dote de sua esposa equivalente a os de um comandante geral da região. Portanto, ele não tinha motivos financeiros para trair. A justificação pelo judaísmo de Dreyfus, a única mantida pela imprensa de direita, não pode ser justificada por um tribunal.
Alphonse Bertillon é apresentado ao tribunal como um estudioso de primeira importância. Ele promove a teoria da autoforgerie por ocasião deste julgamento e acusa Dreyfus de ter imitado sua própria escrita, explicando as diferenças gráficas pelo uso de trechos da escrita de seu irmão Mathieu e sua esposa Lucie. Essa teoria, embora mais tarde considerada absurda e impressionante, parece ter algum efeito sobre os juízes. Além disso, o comandante Hubert-Joseph Henry, vice-chefe do SR e descobridor do deslize, faz uma declaração teatral em audiência total. Ele afirma que existia uma suspeita de vazamento desde fevereiro de 1894 sobre uma traição na equipe e "que uma pessoa honrada" acusou o capitão Dreyfus. Ele jura por sua honra que o traidor é Dreyfus, apontando para o crucifixo pendurado na parede do tribunal. Dreyfus sai de suas dobradiças e exige ser confrontado com seu acusador anônimo, que é recusado pela equipe. O incidente tem um efeito indiscutível no tribunal, composto por sete oficiais que são juízes e jurados. No entanto, o resultado do julgamento é incerto. A condenação dos juízes foi abalada pela firmeza e respostas lógicas dos acusados. Os juízes partem para deliberar. Mas a equipe ainda tem um mapa na mão para fazer a balança definitivamente contra o Dreyfus.

#### Transmissão de um dossiê secreto aos magistrados

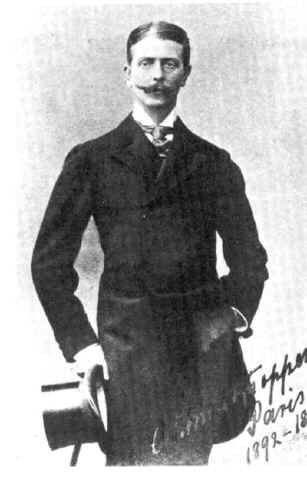
Max von Schwartzkoppen sempre disse que nunca conheceu Dreyfus

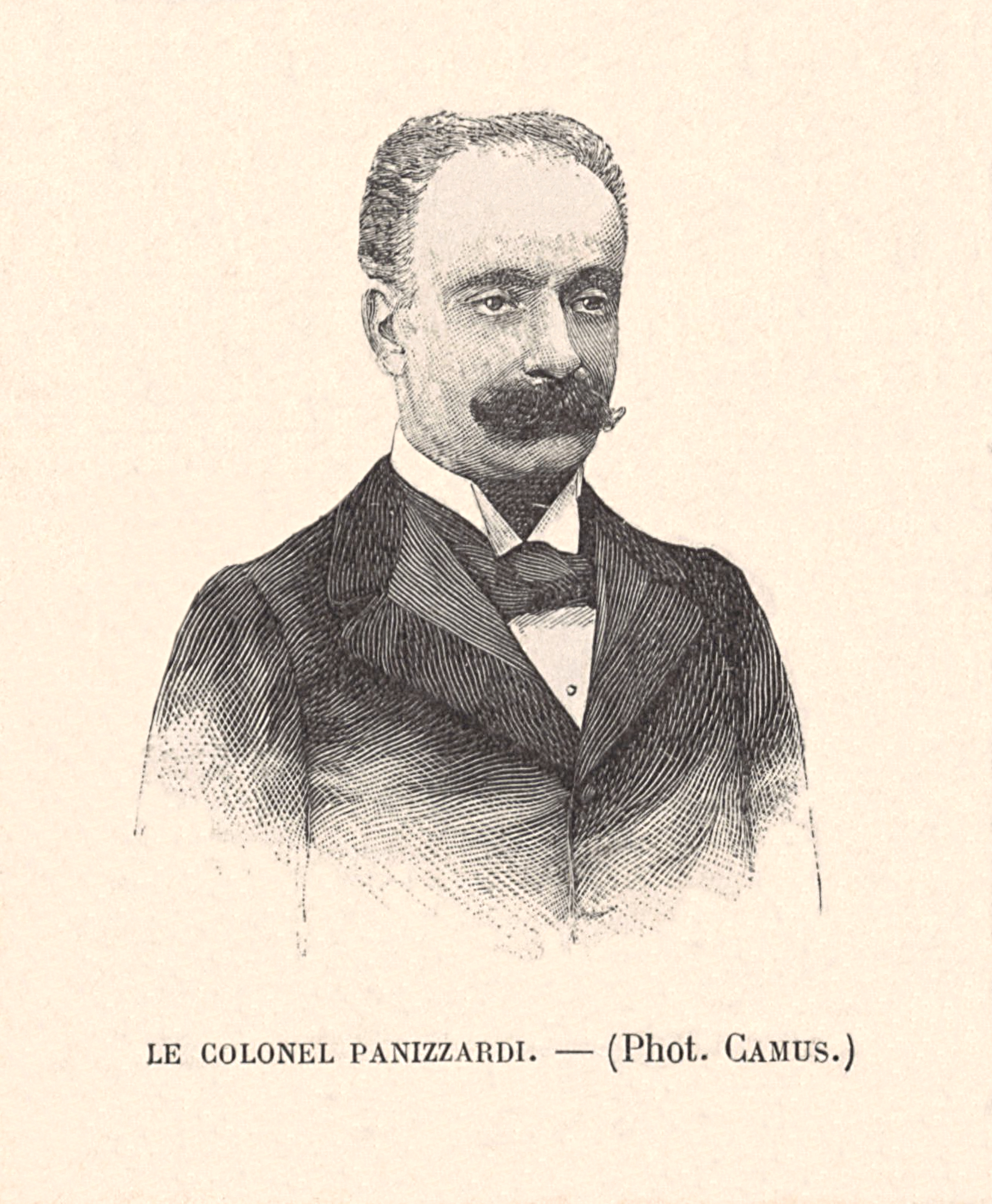
Alessandro Panizzardi, adido militar italiano, amigo de Schwartzkoppen

As testemunhas militares do julgamento alertam o comando sobre os riscos de absolvição. Nesse caso, a Seção de Estatística preparou um dossiê contendo, em princípio, quatro provas "absolutas" da culpa do capitão Dreyfus, acompanhadas de uma nota explicativa. O conteúdo deste dossiê secreto ainda é incerto hoje, porque nenhum arquivo listando as peças chegou até nós. Pesquisas recentes indicam a existência de uma numeração que possivelmente induz a presença de dez documentos. Entre elas, cartas com caráter erótico-homossexual (Carta Davignon, entre outras) levantam a questão dos métodos de intoxicação do Serviço de Estatística e o objeto dessa escolha documental.
O dossiê secreto é entregue no início da deliberação, com toda a ilegalidade, ao presidente do Conselho de Guerra, coronel Émilien Maurel, por ordem do ministro da Guerra, general Mercier. De fato, no direito militar francês da época, todas as evidências de culpa devem ser dadas à defesa para serem debatidas de maneira contraditória, que não era obrigatória para a justiça comum. Mais tarde, no julgamento de Rennes em 1899, o General Mercier explicou que a própria natureza das exibições impedia sua divulgação no tribunal. Esse arquivo continha, além de cartas sem grande interesse, algumas das quais manipuladas, uma peça ainda famosa sob o nome de "Canaille de D ...".
Foi uma carta do adido militar alemão, Max von Schwartzkoppen, para o adido militar italiano Alessandro Panizzardi interceptado pelo SR. A carta deveria acusar Dreyfus permanentemente, uma vez que, segundo seus acusadores, ele foi designado pelas iniciais de seu nome. De fato, a Seção de Estatística sabia que a carta não podia ser atribuída a Dreyfus e, se fosse, era uma intenção criminosa. O coronel Maurel alegou no segundo julgamento Dreyfus que as peças secretas não haviam sido usadas para obter a adesão dos juízes do Conselho de Guerra. Mas ele se contradiz afirmando que leu apenas um documento", que foi suficiente".

#### Condenação, degradação e deportação

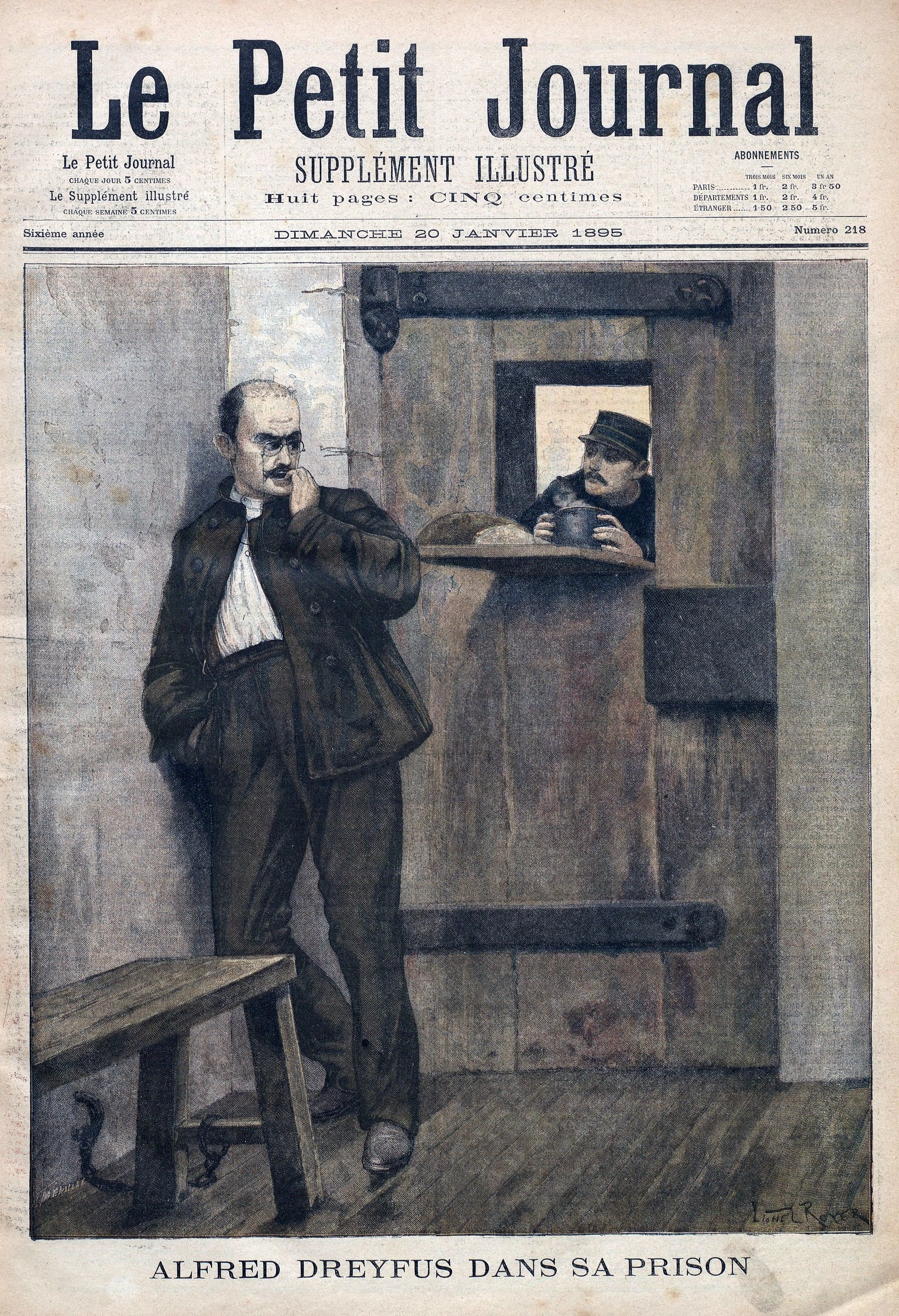
Um dos Petit Journal de 20 de janeiro de 1895.

Em 22 de dezembro, após várias horas de deliberação, é dado o veredicto. À unanimidade dos sete juízes, Alfred Dreyfus é condenado por inteligência com poder estrangeiro à penalidade máxima aplicável nos termos do artigo 76 do Código Penal, deportação perpétua para um recinto fortificado, isto é, para as galés e a destituição de seu posto, e para a degradação militar. Dreyfus não é condenado à morte, uma vez que foi abolido por crimes políticos desde 1848.

Para as autoridades, a imprensa e o público, as poucas dúvidas pré-julgamento são dissipadas; a culpa é certa. Jean Jaurès usa como argumento contra a pena de morte, uma frase que deixa a vida de um "traidor miserável":
"Um soldado foi condenado à morte e executado por ter jogado um botão na cara de seu cabo. Então, por que deixar vivo esse traidor miserável?"
Clemenceau, em La Justice, faz uma observação semelhante. O antissemitismo também atinge novos patamares na imprensa e se manifesta em populações até agora poupadas.
Em 31 de dezembro, o comandante du Paty foià prisão e ofereceu a Dreyfus alívio de sua sentença em troca de sua confissão, que o capitão recusou.

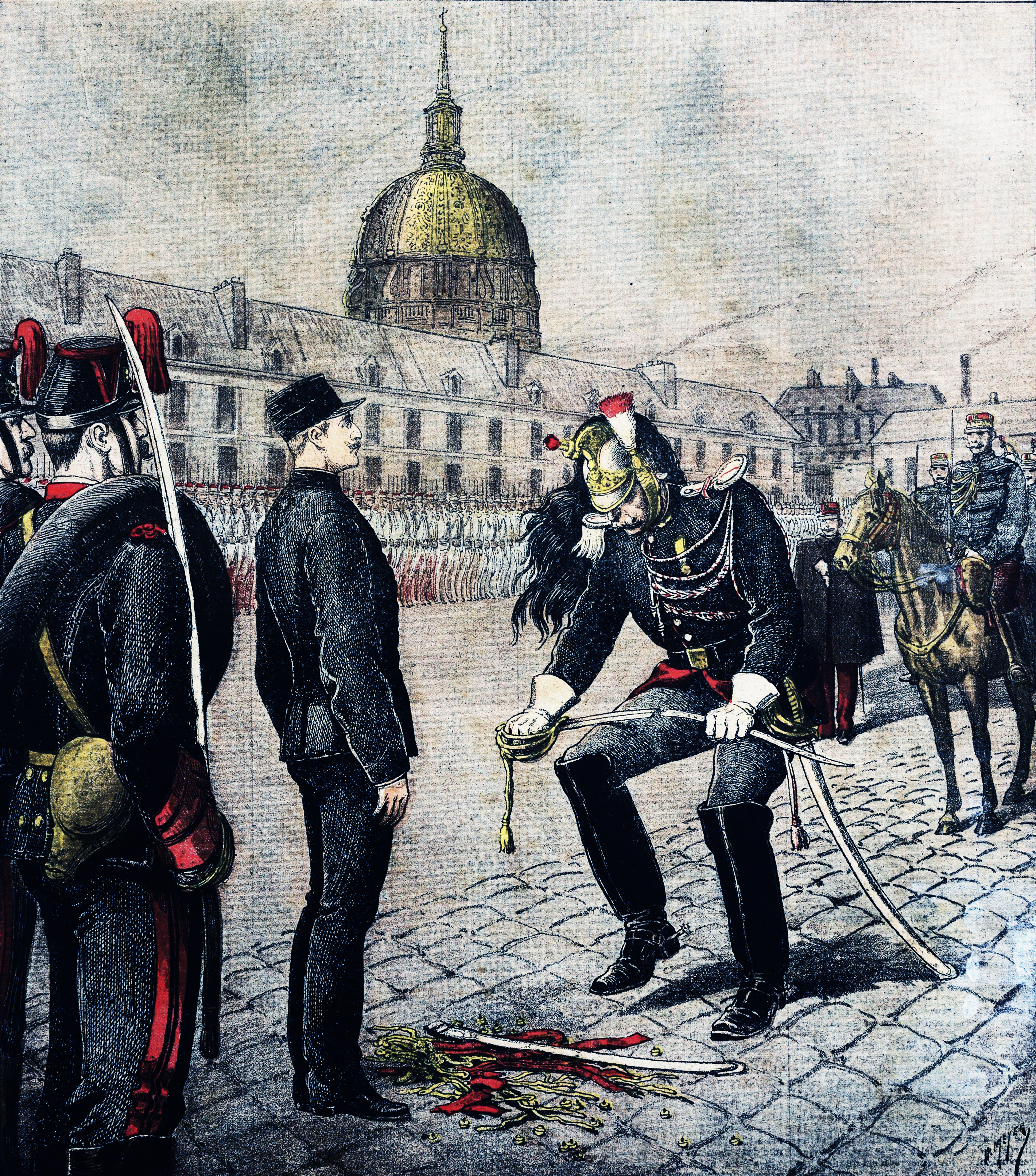
A degradação de Alfred Dreyfus, 5 de janeiro de 1895. Desenho de Henri Meyer na capa do Petit Journal de 13 de janeiro de 1895, com a legenda "O traidor"

Em 5 de janeiro de 1895, a cerimônia de degradação ocorre na Corte Morlan da École Militaire em Paris, onde quatro mil soldados formados cercam o "traidor", enquanto 20 000 pessoas se acumulam atrás da multidão: enquanto os tambores rolam, Dreyfus é acompanhado por quatro artilheiros que o trazem perante o huissier que lê o julgamento. Um ajudante da Guarda Republicana arranca as insígnias, as finas tiras douradas de seus galões, os punhos das mangas e a jaqueta. As testemunhas apontam a dignidade de Dreyfus, que continua reivindicando sua inocência enquanto levanta os braços:
"Soldados, degradamos um inocente, soldados desonram um inocente. Viva a França! Viva o exército!".
O ajudante quebra a espada do condenado no joelho, depois Dreyfus desfila na frente de seus antigos companheiros. Um evento, apelidado de "a lenda das confissões", ocorreu antes da degradação. No furgão que o levou à École Militaire, Dreyfus confidenciou sua traição ao capitão Lebrun-Renault. Parece que, na realidade, o capitão da Guarda Republicana se gabara e que Dreyfus não havia confessado. Devido à natureza do caso, afetando a segurança nacional, o prisioneiro é mantido incomunicável em uma cela até sua transferência. Em 17 de janeiro, ele foi transferido para a prisão da Ilha de Ré, onde foi mantido por mais de um mês. Ele tem o direito de ver sua esposa duas vezes por semana, em uma sala alongada, cada uma na extremidade, o diretor da prisão no meio.
No último minuto, por iniciativa do General Mercier, um projeto de lei é enviado ao Conselho de Ministros, restaurando as Ilhas da Salvação na Guiana como um local de deportação em recinto fortificado, para que Dreyfus não seja enviado a Ducos, em nova Calédonie. De fato, durante a deportação do ajudante Lucien Chatelain, condenado por inteligência com o inimigo em 1888, em particular, as condições das detenções para Ducos foram consideradas muito brandas, permitindo que ele tentasse uma fuga. Émile Chautemps, o novo ministro das colônias desde 31 de janeiro de 1895, pediu alguns dias após sua nomeação que o projeto de lei deveria ser trazido à Câmara. Em 8 de fevereiro, sabendo antecipadamente que a lei será aprovada, ele escreveu ao governador da Guiana, Camille Charvein, para expressar as preocupações do governo e as instruções que o governador aplicará quando Dreyfus estiver sob sua responsabilidade. Em 9 de fevereiro, o projeto é aprovado pela Câmara sem debate.
Em 21 de fevereiro, Dreyfus embarcou no navio Ville-de-Saint-Nazaire. No dia seguinte, o navio seguiu para a Guiana.

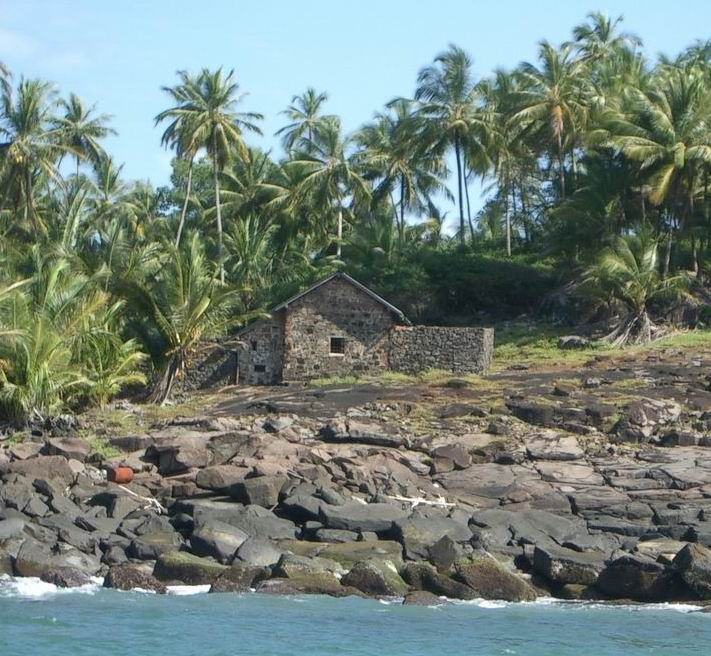
Cabana de Dreyfus na Ilha do Diabo, na Guiana Francesa

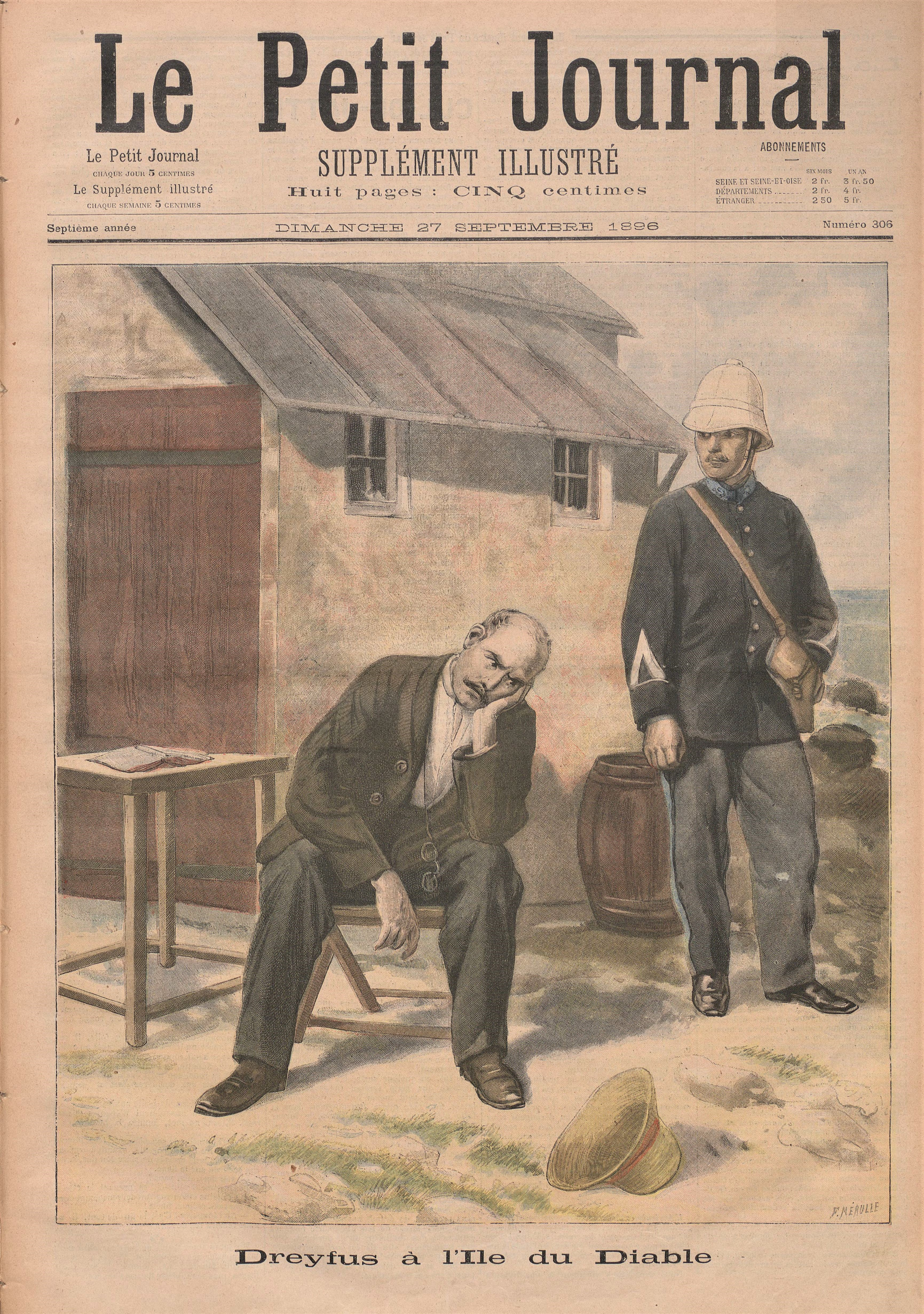
Um dos Petit Journal de 27 de setembro de 1896

Em 12 de março, após uma dolorosa viagem de dois dias, o navio ancorou na Ilha da Salvação. Dreyfus fica um mês na prisão de Ilha Real, depois é transferido para a Ilha do Diabo no dia 14 de abril. Com seus guardiões, ele é o único habitante da ilha, vivendo em uma cela de pedra quatro metros por quatro. Assombrado pelo risco de fuga, o comandante das galés vive um inferno com os condenados, enquanto as condições de vida já são muito dolorosas: a temperatura chega a 45 °C, é desnutrida ou alimentada com alimentos adulterados, dificilmente limpo de suas muitas doenças tropicais. Dreyfus adoece, abalado pela febre que piora de ano para ano.
Dreyfus está autorizado a escrever em um papel numerado e rubricado. Ele sofre a censura do comando e também recebe correspondência de sua esposa Lucie, pela qual eles se encorajam. Em 6 de setembro de 1896, as condições de vida de Alfred Dreyfus ainda são agravadas: é repetida, tortura obrigando o condenado a permanecer em sua cama, imóvel, com os tornozelos impedidos. Essa medida é consequência das informações falsas de sua fuga, reveladas por um jornal inglês. Por dois longos meses, ela mergulhou Dreyfus em profundo desespero. Neste momento, ele está convencido de que sua vida terminará nesta ilha distante.

## A longa marcha para a reabilitação, 1900–1906
Preferindo evitar um terceiro julgamento, o governo decidiu perdoar Dreyfus, através de um decreto assinado pelo presidente Émile Loubet em 19 de setembro de 1899, após inúmeras procrastinações. Dreyfus não está, no entanto, exonerado. O processo de reabilitação não será concluído até quase sete anos depois, sem glamour e paixão. Muitos livros apareceram durante este período. Além das memórias de Alfred Dreyfus, Reinach publicou sua Histoire de l'Affaire Dreyfus e Jaurès publicou Les Preuves. Quanto a Zola, ele escreve o terceiro de seus Évangiles: Vérité. Até Esterhazy aproveitou-se disso por meio de confidências e vendeu várias versões diferentes dos textos de seu depoimento ao cônsul francês.

### Morte de Zola
Em 29 de setembro de 1902, Zola, o iniciador do “Caso”, o primeiro dos intelectuais de Dreyfus, morreu sufocado pela fumaça de sua chaminé. Sua esposa, Alexandrine, quase não consegue escapar. É o choque no clã dos Dreyfusards.
Anatole France, que exigia que Dreyfus estivesse presente no funeral, enquanto o prefeito da polícia desejava sua ausência "para evitar distúrbios", lê seu famoso discurso fúnebre ao autor de "J'accuse ...!".

## Consequências do caso Dreyfus

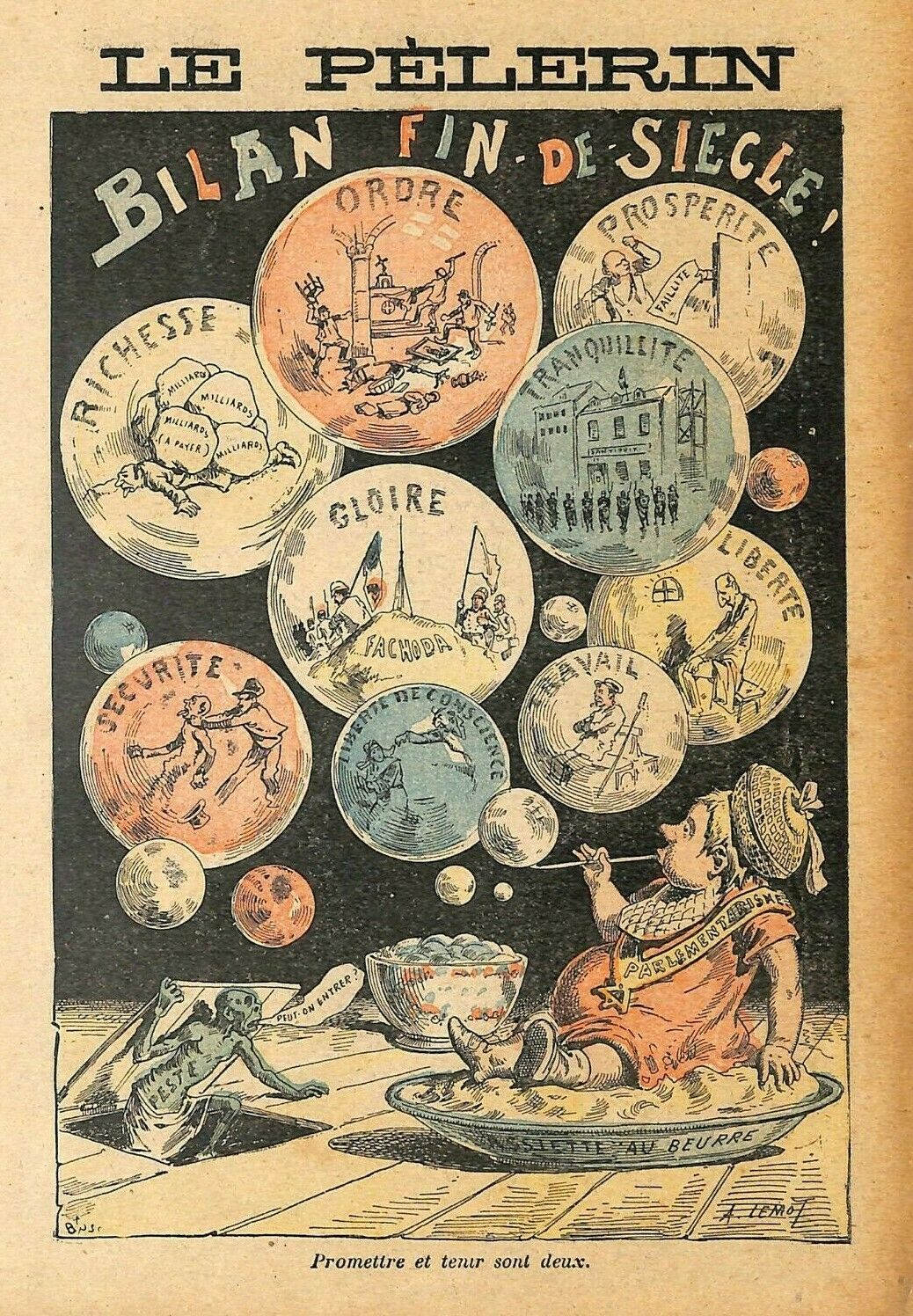
Balanço do fim do século, caricatura antirrepublicana publicada no Le Pèlerin em 1900

O caso Dreyfus deixou uma marca? Que legado a sociedade francesa pode tirar desses doze anos? Para alguns, o caso Dreyfus marcou a sociedade francesa com ferro em brasa.

### Consequências políticas
O caso revive o confronto entre as duas Franças. No entanto, essa oposição serviu à ordem republicana, segundo todos os historiadores. Estamos realmente testemunhando um fortalecimento da democracia parlamentar e um fracasso das forças monarquistas e reacionárias. A violência excessiva dos partidos nacionalistas uniu os republicanos em uma frente única, o que frustrou as tentativas de retorno à velha ordem. No curto prazo, as forças políticas progressistas, resultantes das eleições de 1893, confirmadas em 1898, em meio ao caso Dreyfus, desapareceram em 1899. O choque dos julgamentos de Esterhazy e Zola levou a uma política dreyfusiana cujo objetivo era desenvolver uma consciência republicana e para lutar contra o nacionalismo autoritário que se expressa durante o caso. Dado que a progressão desinibida de um nacionalismo do tipo populista é outra grande consequência desse acontecimento no mundo político francês, e isso mesmo que não tenha nascido com o caso Dreyfus, já que o nacionalismo é teorizado por Maurice Barrès em 1892. O nacionalismo teve seus altos e baixos, mas conseguiu se manter como força política, sob o nome de Action Française, até a derrota de 1940, quando após cinquenta anos de luta subiu ao poder e conseguiu, um sonho antigo de Drumont, de “purificar” o Estado com as consequências que todos conhecem. Notamos nesta ocasião a mobilização de muitos republicanos em Vichy, sem os quais o funcionamento do Estado teria sido precário, evidenciando assim a fragilidade da instituição republicana em circunstâncias extremas. Na libertação, Charles Maurras, condenado em 25 de janeiro de 1945 por atos de colaboração, clamou pelo veredicto: "É a vingança de Dreyfus!".
O caso conduz por efeito de reação, a outra consequência, uma mutação intelectual do socialismo. Jaurès era um Dreyfusard tardio (janeiro de 1898), convencido pelos socialistas revolucionários. Mas seu compromisso ficou resolvido, ao lado de Georges Clemenceau a partir de 1899, sob a influência de Lucien Herr. O ano de 1902 viu o nascimento de dois partidos: o Partido Socialista Francês, que reuniu os Jaurésiens, e o Partido Socialista da França, sob a influência de Guesde e Vaillant. As duas partes se fundiram em 1905 em uma Secção Francesa da Internacional Operária (SFIO).
Além disso, 1901 viu nascer o Partido Republicano, radical e radical-socialista, o primeiro partido político moderno concebido como uma máquina eleitoral de mobilização republicana. Possui estrutura permanente e é baseada nas redes Dreyfus. A criação da Liga Francesa de Defesa dos Direitos Humanos e do Cidadão é contemporânea do caso. É o cadinho de uma esquerda intelectual extremamente ativa no início do século, consciência da esquerda humanista.
Consequência final no plano político, a virada do século viu uma profunda renovação do pessoal político, com o desaparecimento de grandes figuras republicanas, a começar por Auguste Scheurer-Kestner. Aqueles que no final do século podiam ter uma forte influência sobre os acontecimentos do caso, agora desapareceram, deixando espaço para novos homens cuja ambição é reformar e corrigir os erros e injustiças cometidos anteriormente.
Outra consequência de longo prazo será, segundo o historiador Simon Epstein em seu livro Les Dreyfusards sous l'Occupation, permitir a generalização de uma interpretação particular da História da França segundo a qual dois blocos se oporiam a um, à Esquerda, personificando o Bem e a outra, à Direita, identificada com o Mal. Essa reescrita da história que separa as duas França continuou ao longo do início do século XX para finalmente apresentar a Resistência como a herdeira do partido Dreyfus e, inversamente, a Colaboração como a dos anti-Dreyfusardos. Esta tendência para mistificar a história não poupará a historiografia recente que, segundo Simon Epstein, tentará minimizar os colaboradores vindos da esquerda política e, pelo contrário, evidenciar a colaboração da direita.

### Consequências sociais

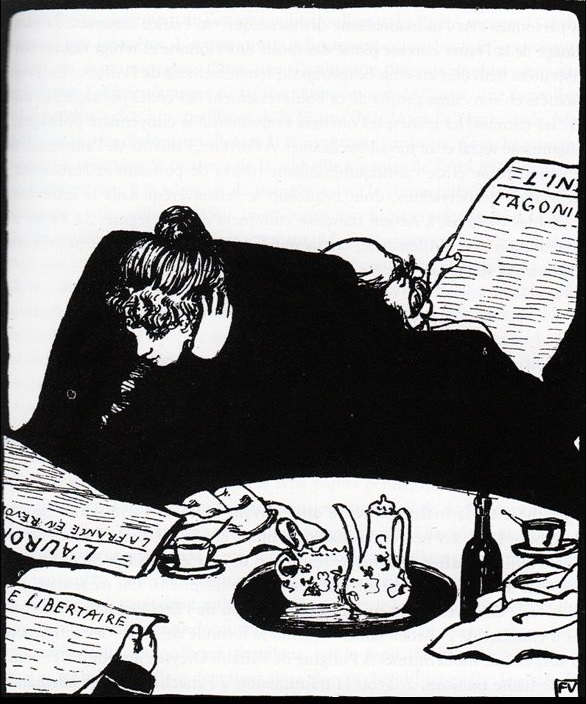
En famille, xilogravura de Félix Vallotton (Le Cri de Paris, 13 de fevereiro de 1899). O caso Dreyfus dividiu a França em duas partes, de maneira duradoura, até mesmo nas famílias. O pai de família lê o jornal L'Intransigeant anti-Dreyfus, enquanto a jovem, de costas para ele, está imersa no jornal L'Aurore, de Dreyfus. Seu filho (?) lê o Le Libertaire, uma folha anarquista então editada por Sébastien Faure, favorável a Dreyfus.

Socialmente, o antissemitismo ocupa o centro do palco. Preexistente ao caso Dreyfus, ele havia falado durante os casos do Boulangisme e do Canal do Panamá. Mas estava restrito a uma elite intelectual. O caso Dreyfus espalha o ódio racial em todas as camadas da sociedade, um movimento que certamente começou com o sucesso de La France juive de Edouard Drumont em 1886, mas que foi então enormemente amplificado por vários episódios jurídicos e campanhas na imprensa. por quase quinze anos. O antissemitismo é, portanto, oficial e exposto em muitos círculos, incluindo os trabalhadores. Os candidatos às eleições legislativas usam o antissemitismo como slogan nas eleições parlamentares. Esse antissemitismo é reforçado pela crise da separação entre igrejas e estado a partir de 1905, provavelmente levando-o a um clímax na França. A passagem ao ato é permitida com o advento do regime de Vichy, que dá rédea solta à expressão desenfreada e completa do ódio racial. No final da guerra, a monstruosidade da solução final impõe-se a todos, amordaçando até hoje a expressão de um antissemitismo que pode ser expresso de vez em quando através de declarações dos partidos nacionalistas, de ainda mais devastadores porque se tornaram extremamente raros. A persistência de um sentimento antissemita residual na França ainda parece relevante, a julgar por certos crimes e delitos que, de vez em quando, podem chegar às manchetes.
Outra consequência social é o papel reforçado da imprensa: pela primeira vez, ela exerceu uma influência importante na vida política francesa. Podemos falar de um quarto poder, pois substitui todos os órgãos do Estado. Podemos falar de um quarto poder, pois substitui todos os órgãos do Estado. Principalmente porque a alta posição editorial dessa imprensa é principalmente resultado do trabalho de escritores e romancistas, que usam os jornais como um meio de expressão revolucionário. O poder desta imprensa certamente levou os políticos à ação, como um Mercier que parece ter pressionado pelo julgamento de Dreyfus em 1894 para agradar a La Libre Parole, que o atacou ferozmente. Dito isso, o papel da imprensa é limitado pela circulação de manchetes, tanto importantes em Paris quanto fracas em âmbito nacional. A circulação total da imprensa nacional parece girar em torno de quatro milhões e meio de exemplares, o que relativiza fortemente sua real influência. Em 1899, assistimos também à publicação de uma imprensa específica destinada a coordenar a luta (no campo dreyfusista), com o Journal du Peuple de Sébastien Faure.

### Consequências internacionais

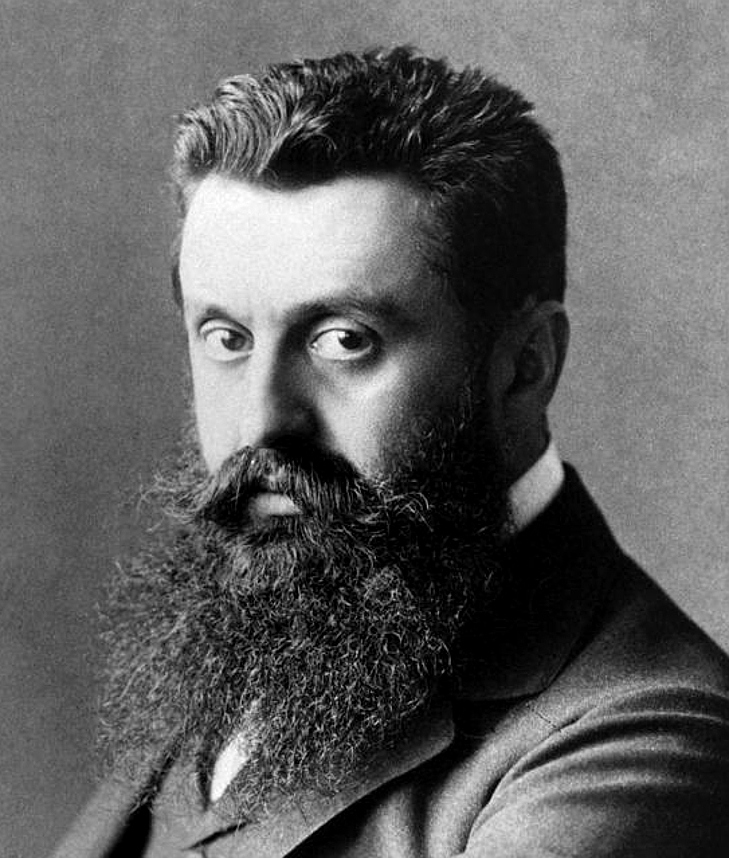
Theodor Herzl criou o Congresso Sionista após o caso Dreyfus

O caso Dreyfus criou dificuldades no caminho para melhorar as relações entre a França e a Itália após a guerra aduaneira, sendo a Itália a nação mais Dreyfusard da Europa.
O choque do caso Dreyfus também teve um impacto no movimento sionista "que encontrou ali um terreno fértil para o seu surgimento".
O jornalista austro-húngaro Theodor Herzl emerge profundamente afetado pelo caso Dreyfus, do qual ele segue o início como correspondente do Neue freie Presse em Viena e testemunha a degradação de Alfred Dreyfus em 1895. “O caso [...] age como um catalisador na conversão de Herzl”. Diante da onda de antissemitismo que o acompanha, Herzl “se convenceu da necessidade de resolver a questão judaica”, que se tornou “uma obsessão para ele”. Em Der Judenstaat (O Estado dos Judeus), ele considera que “se a França — bastião da emancipação, do progresso e do socialismo universalista — [pode] se deixar levar por um turbilhão de antissemitismo e deixar a multidão parisiense cantar "Morte aos judeus!" Onde eles ainda podem estar seguros — se não em seu próprio país? A assimilação não resolverá o problema porque o mundo gentio não permitirá, como o caso Dreyfus demonstrou tão claramente”. O choque é ainda mais forte porque, tendo vivido toda a sua juventude na Áustria, um país antissemita, Herzl escolheu ir viver na França pela imagem humanista de que se vale, protegida dos excessos extremistas.
Em 1897, ele organizou o primeiro Congresso Sionista em Basileia e se tornou o “inventor do sionismo como um verdadeiro movimento político”. O caso Dreyfus também marcou uma importante virada na vida de muitos judeus na Europa Central e Ocidental, assim como os pogroms de 1881–1882 haviam feito para os judeus da Europa Oriental.

## Literatura
O Caso Dreyfus inspirou várias obras literárias, desde romances históricos até ensaios críticos, algumas das quais utilizam o caso como tema central, enquanto outras o abordam de forma indireta ou simbólica.
- Em Busca do Tempo Perdido de Marcel Proust

Gênero: Literatura clássica.
Embora o Caso Dreyfus não seja o tema principal da obra, ele permeia o pano de fundo sociopolítico dos romances de Proust. O autor, defensor convicto de Dreyfus, reflete o impacto do caso nas interações sociais dos personagens, como Swann e Saint-Loup, evidenciando como a questão dividiu famílias, amizades e instituições francesas.
- A Pele do Ogro de Miguel M. Abrahão

Gênero: Romance histórico gótico, fantasia adulta.
A Pele do Ogro é uma obra que mistura elementos fantásticos com fatos históricos, tendo como pano de fundo a Europa do século XIX e XX. O Caso Dreyfus aparece como um dos pontos centrais da narrativa, explorado de forma dramatizada e crítica, através das interações entre personagens fictícios imortais e figuras reais como Émile Zola e Alfred Dreyfus.
O livro aborda temas como antissemitismo, liberdade de expressão, injustiça judicial, obsessão e decadência moral, com ambientações em Paris, Londres, Roma e Moscou. A fusão entre fantasia e realidade histórica confere à obra uma abordagem singular do episódio.
- "D" de Robert Harris

Gênero: Ficção histórica.
Este thriller político narra os bastidores do caso através da perspectiva de Georges Picquart, o oficial que descobre a verdadeira identidade do traidor. A obra explora as tensões entre dever militar, consciência moral e o poder político, oferecendo uma reconstrução detalhada dos eventos que culminaram na reabilitação de Dreyfus.
- O Caso Dreyfus de Louis Begley

Gênero: Ensaio literário
Nesta obra de não-ficção, Begley analisa o caso com profundidade histórica e literária, traçando paralelos entre o antissemitismo da Belle Époque e outras injustiças modernas. O livro não possui uma estrutura romanesca, mas adota um estilo reflexivo que interessa leitores atraídos por análises éticas e políticas envolvidas no julgamento de Dreyfus.